# كاظم جواد رضا معلة
كاظم جواد رضا معلة هو باحث قانوني عراقي ولد في النجف سنة 1925، توفي سنة 1994.
تخرج من مدرسة الحقوق سنة 1946، وكان عضواً في اللجنة العليا لحزب الاستقلال عند تأسيسه في العام ذاته، ومعتمدا للحزب في النجف.
كانت لهُ نشاطات أدبية وسياسية، ونشر مقالات ذات طابع سياسي وقانوني في صحف النجف مثل «الشعاع» و«الغري» و«البيان».
شغل منصب وزير الدولة في حكومة عبد الرزاق النايف سنة 1968.